# Jean-Baptiste Hochu
Jean-Baptiste Hochu, né en 1775, est un mécanicien français.
Il fait partie de l'Expédition d'Égypte.
En 1799, Conté installe des ateliers dans l'île de Roudah, près du Caire. Hochu est le chef de l'atelier d'imprimerie en taille douce.